# Liste der Stolpersteine in Kiel

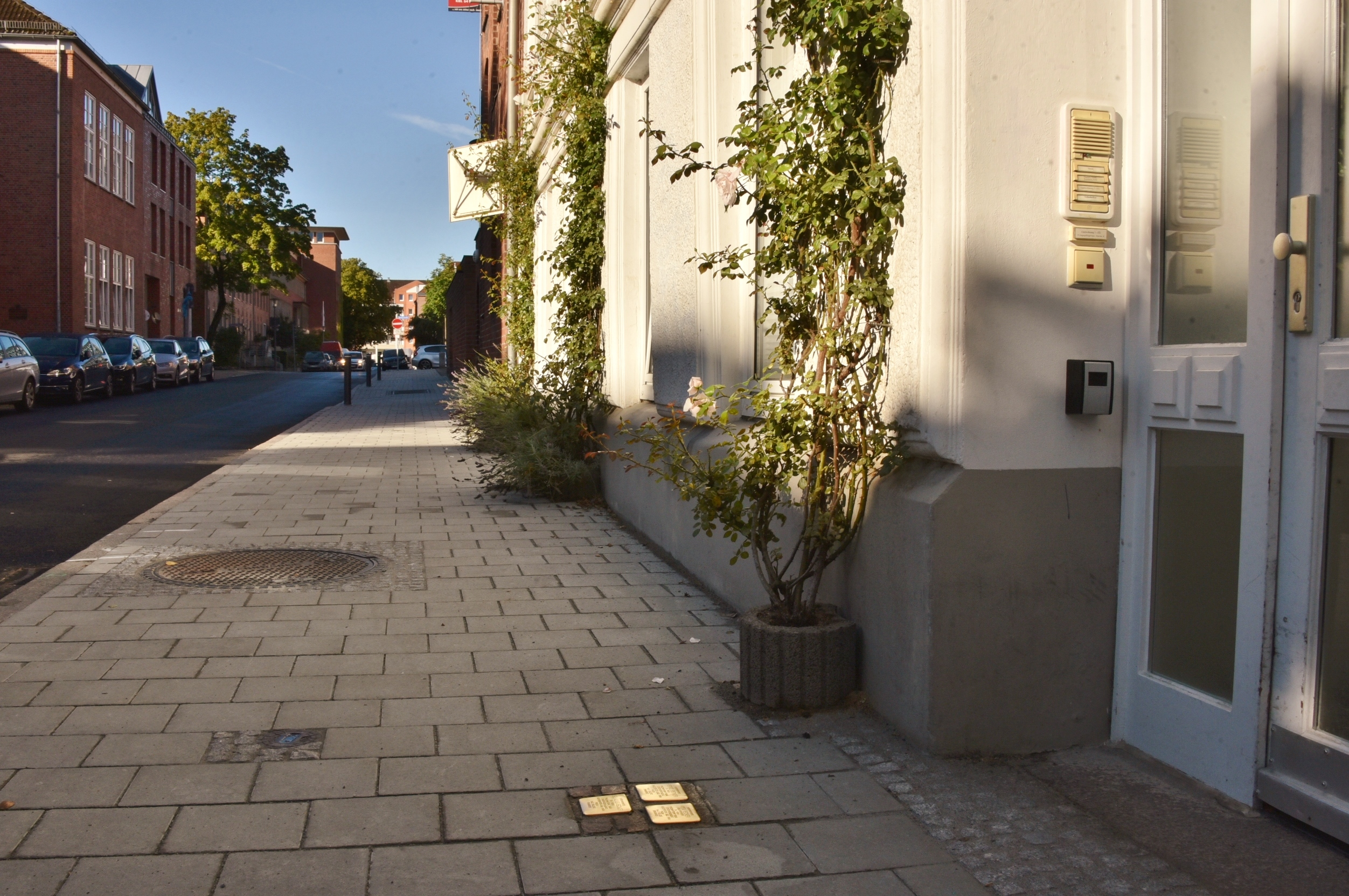
Stolpersteine in Kiel

Die Liste der Stolpersteine in Kiel gibt eine Übersicht über die vom Künstler Gunter Demnig verlegten Stolpersteine in der Stadt Kiel. Die Aktionen des Künstlers werden von der Gesellschaft für Christlich-Jüdische Zusammenarbeit e. V. und der Stadt Kiel unterstützt. Die ersten 15 Stolpersteine wurden am 15. Juni 2006 verlegt. Seitdem wurden in jährlichen Aktionen bisher insgesamt 268 Stolpersteine in Kiel verlegt. Seit 2008 werden die Aktionen durch verschiedene Kieler Schulen begleitet. Schülerinnen und Schüler recherchieren hierbei mit Unterstützung durch Lehrkräfte im Rahmen von Patenschaften Lebensläufe der Opfer.

## Liste der Stolpersteine
Die Tabelle ist teilweise sortierbar; die Grundsortierung erfolgt alphabetisch nach dem Familiennamen.
| Stolperstein | Inschrift | Verlegeort                                                                       | Name, Leben                                                            |
| ------------ | --- | -------------------------------------------------------------------------------- | ---------------------------------------------------------------------- |
|              | HIER WOHNTE ELSE ABRAMOWICZ GEB. NARWA JG. 1891 FLUCHT 1933 FRANKREICH INTERNIERT DRANCY DEPORTIERT 1942 ERMORDET IN AUSCHWITZ                                       | Yorkstraße 1a ·                                                                  | Else Abramowicz, geborene Narwa (1891–1942/45)                         |
|              | HIER WOHNTE LEON ABRAMOWICZ JG. 1893 FLUCHT 1933 FRANKREICH INTERNIERT DRANCY DEPORTIERT 1942 ERMORDET IN AUSCHWITZ                                                  | Yorkstraße 1a ·                                                                  | Leon Abramowicz (1893–1942/45)                                         |
|              | HIER WOHNTE MINNA LOTTE ABRAMOWICZ JG. 1927 FLUCHT 1933 FRANKREICH INTERNIERT DRANCY DEPORTIERT 1942 ERMORDET IN AUSCHWITZ                                           | Yorkstraße 1a ·                                                                  | Minna Lotte Abramowicz (1927–1942/45)                                  |
|              | HIER WOHNTE ERIKA ADLER JG. 1909 DEPORTIERT 8.11.1941 MINSK ERMORDET                                                                                                 | Feldstraße 55a ·                                                                 | Erika Adler (1909–1941)                                                |
|              | HIER WOHNTE IDA ADLER GEB. EINHORN JG. 1885 DEPORTIERT 8.11.1941 MINSK ERMORDET                                                                                      | Feldstraße 55a ·                                                                 | Ida Adler, geborene Einhorn (1885–1941)                                |
|              | HIER WOHNTE LOTTI ADLER JG. 1918 DEPORTIERT 8.11.1941 MINSK ERMORDET                                                                                                 | Feldstraße 55a ·                                                                 | Lotti Adler (1918–1941)                                                |
|              | HIER WOHNTE MAX ADLER JG. 1881 DEPORTIERT 8.11.1941 MINSK ERMORDET                                                                                                   | Feldstraße 55a ·                                                                 | Max Adler (1881–1941)                                                  |
|              | HIER ARBEITETE HEINRICH ALBERS SPIELLEITER JG. 1885 'SCHUTZHAFT' 1935 GEFÄNGNIS KIEL GEFÄNGNIS BERLIN-MOABIT FLUCHT IN DEN TOD 23.12.1935                            | Holtenauer Straße 103 ·                                                          | Heinrich Albers (1885–1935)                                            |
|              | HIER WOHNTE FRITZ ASCHER JG. 1892 'SCHUTZHAFT' 1940 SACHSENHAUSEN ERMORDET                                                                                           | Feldstraße 7 ·                                                                   | Fritz Ascher (1892–1940)                                               |
|              | HIER WOHNTE MINNA ASCHER GEB. LEVY JG. 1866 DEPORTIERT 1943 THERESIENSTADT ERMORDET 28.2.1943                                                                        | Feldstraße 7 ·                                                                   | Minna Ascher, geborene Levy (1866–1943)                                |
|              | HIER WOHNTE DAVID BACHNER JG. 1878 DEPORTIERT 1942 IZBICA ERMORDET                                                                                                   | Küterstraße 28 ·                                                                 | David Bachner (1878–1942/45)                                           |
|              | HIER WOHNTE ELISABETH BANDHOLZ GEB. ROOS JG. 1902 VERHAFTET 5.4.1944 MISSHANDELT TOT 24.4.1944                                                                       | Geibelallee 18 ·                                                                 | Elisabeth Bandholz, geborene Roos (1902–1944)                          |
|              | HIER WOHNTE ERNST OTTO BANDHOLZ JG. 1908 MEHRMALS VERHAFTET 1936 ZUCHTHAUS ERMORDET                                                                                  | Holtenauer Straße 32 (vorm. Christianistraße 17)                                 | Ernst Otto Bandholz (1908–1936/45)                                     |
|              | HIER WOHNTE HARRY-HEINZ BAUER JG. 1923 FLUCHT 1942 DÄNEMARK AUF DER FLUCHT 1944 IN DIE SCHWEIZ TOT 1944                                                              | Waitzstraße 93 ·                                                                 | Harry-Heinz Bauer (1923–1945)                                          |
|              | HIER WOHNTE FEIWEL BECKER JG. 1892 'POLENAKTION' 1938 ZURÜCKGESCHICKT AUSGEWIESEN JULI 1939 POLEN 1942 BELZEC ERMORDET                                               | Gartenstraße 25 ·                                                                | Feiwel Becker (1892–1942/45)                                           |
|              | HIER WOHNTE JOEL JULIUS BECKER JG. 1932 'POLENAKTION' 1938 ZURÜCKGESCHICKT AUSGEWIESEN JULI 1939 POLEN 1942 BELZEC ERMORDET                                          | Gartenstraße 25 ·                                                                | Joel Julius Becker (1932–1942/45)                                      |
|              | HIER WOHNTE ROSA BECKER GEB. SPERBER JG. 1899 'POLENAKTION' 1938 ZURÜCKGESCHICKT AUSGEWIESEN JULI 1939 POLEN 1942 BELZEC ERMORDET                                    | Gartenstraße 25 ·                                                                | Rosa Becker, geborene Sperber (1899–1942/45)                           |
|              | HIER WOHNTE FRIEDRICH BELZ JG. 1883 VERHAFTET 4.3.1938 KZ ORANIENBURG ERMORDET 8.3.1939                                                                              | Kieler Straße 43 Kronshagen                                                      | Friedrich Belz (1883–1939)                                             |
|              | HIER WOHNTE HINDA BERGER GEB. FISCHLER JG. 1887 DEPORTIERT 1942 PIASKI TRAWNIKI ERMORDET                                                                             | Schülperbaum 14 ·                                                                | Hinda Berger, geborene Fischler (1887–1942/45)                         |
|              | HIER WOHNTE SALOMON BERGER JG. 1889 DEPORTIERT 1942 PIASKI TRAWNIKI ERMORDET                                                                                         | Schülperbaum 14 ·                                                                | Salomon Berger (1889–1942/45)                                          |
|              | HIER WOHNTE FELIX BERGHOFF JG. 1894 DEPORTIERT 1942 EINGEWIESEN 1938 HEILANSTALT NEUSTADT/H. 'VERLEGT' 23.9.1940 LANDES-PFLEGEANSTALT BRANDENBURG ERMORDET 23.9.1940 | Flämische Straße 22a ·                                                           | Felix Berghoff (1894–1940)                                             |
|              | HIER WOHNTE DAVID BERTENTHAL JG. 1884 FLUCHT HOLLAND DEPORTIERT 1943 SOBIBOR ERMORDET 23.7.1943                                                                      | Preußerstraße 10 ·                                                               | David Bertenthal (1884–1943)                                           |
|              | HIER WOHNTE MARTHA BERTENTHAL JG. 1927 FLUCHT HOLLAND DEPORTIERT 1943 SOBIBOR ERMORDET 23.7.1943                                                                     | Preußerstraße 10 ·                                                               | Martha Bertenthal (1927–1943)                                          |
|              | HIER WOHNTE RUTH BERTENTHAL JG. 1929 FLUCHT HOLLAND DEPORTIERT 1943 SOBIBOR ERMORDET 23.7.1943                                                                       | Preußerstraße 10 ·                                                               | Ruth Bertenthal (1929–1943)                                            |
|              | HIER WOHNTE SIMON BERTENTHAL JG. 1924 FLUCHT HOLLAND DEPORTIERT 1943 SOBIBOR ERMORDET 23.7.1943                                                                      | Preußerstraße 10 ·                                                               | Simon Bertenthal (1924–1943)                                           |
|              | HIER WOHNTE SOPHIE BERTENTHAL GEB. BERGHOFF JG. 1890 FLUCHT HOLLAND DEPORTIERT 1943 SOBIBOR ERMORDET 23.7.1943                                                       | Preußerstraße 10 ·                                                               | Sophie Bertenthal, geborene Berghoff (1890–1943)                       |
|              | HIER WOHNTE IRMA BLUMENTHAL GEB. CAHN JG. 1887 DEPORTIERT 1941 ERMORDET IN MINSK                                                                                     | Scharnhorststraße 17 ·                                                           | Irma Blumenthal, geborene Cahn (1887–1941/45)                          |
|              | HIER WOHNTE ISIDOR BLUMENTHAL JG. 1885 DEPORTIERT 1941 ERMORDET IN MINSK                                                                                             | Scharnhorststraße 17 ·                                                           | Isidor Blumenthal (1885–1941/45)                                       |
|              | HIER WOHNTE LIESELOTTE BLUMENTHAL VERH. BERGHOFF JG. 1912 DEPORTIERT 1941 ERMORDET IN MINSK                                                                          | Scharnhorststraße 17 ·                                                           | Liselotte Blumenthal, verheiratete Berghoff (1912–1941/45)             |
|              | HIER WOHNTE ALFRED BRÄUER JG. 1901 VERHAFTET 1943 'WEHRKRAFTZERSETZUNG' ZUCHTHAUS BRANDENBURG HINGERICHTET 6.11.1944                                                 | Hecktstraße 3 ·                                                                  | Alfred Bräuer (1901–1944)                                              |
|              | HIER WOHNTE HEDWIG BRÄUER GEB. GAUTSCH JG. 1906 FLUCHT IN DEN TOD 5.10.1943                                                                                          | Hecktstraße 3 ·                                                                  | Hedwig Bräuer, geborene Gautsch (1906–1943)                            |
|              | HIER WOHNTE MAX BROCK JG. 1872 'SCHUTZHAFT' 1938/1939 GEFÄNGNIS KIEL DEPORTIERT 1942 THERESIENSTADT 1944 AUSCHWITZ ERMORDET                                          | Küterstraße 20 – 24 (ggü. 9) ·                                                   | Max Brock (1872–1944/45)                                               |
|              | HIER WOHNTE RECHA BROCK GEB. SIMON JG. 1872 DEPORTIERT 1942 THERESIENSTADT 1944 AUSCHWITZ ERMORDET                                                                   | Küterstraße 20 – 24 (ggü. 9) ·                                                   | Recha Brock (1872–1944/45)                                             |
|              | HIER WOHNTE ELISABETH BRUCK GEB. HENOCH JG. 1870 VOR DEPORTATION FLUCHT IN DEN TOD 9.7.1942                                                                          | Esmarchstraße 20 ·                                                               | Elisabeth Bruck, geborene Henoch (1870–1942)                           |
|              | HIER WOHNTE VERA BRUCK JG. 1901 VOR DEPORTATION FLUCHT IN DEN TOD 9.7.1942                                                                                           | Esmarchstraße 20 ·                                                               | Vera Bruck (1901–1942)                                                 |
|              | HIER WOHNTE DR. WILHELM BRUCK JG. 1873 VOR DEPORTATION FLUCHT IN DEN TOD 9.7.1942                                                                                    | Esmarchstraße 20 ·                                                               | Wilhelm Ludwig Bruck (1873–1942)                                       |
|              | HIER WOHNTE EDMUND BUCHEN JG. 1931 'POLENAKTION' 1938 ZURÜCKGESCHICKT FLUCHT 1939 HOLLAND INTERNIERT WESTERBORK DEPORTIERT 1942 AUSCHWITZ ERMORDET 3.9.1942          | Kronshagener Weg 4 (vorm. Eckernförder Straße 4)                                 | Edmund Buchen (1931–3. September 1942)                                 |
|              | HIER WOHNTE ISAAK BUCHEN JG. 1931 'POLENAKTION' 1938 ZURÜCKGESCHICKT FLUCHT 1939 HOLLAND INTERNIERT WESTERBORK DEPORTIERT 1942 AUSCHWITZ ERMORDET 3.9.1942           | Kronshagener Weg 4 (vorm. Eckernförder Straße 4)                                 | Isaak Buchen (1928–3. September 1942)                                  |
|              | HIER WOHNTE MANFRED BUCHEN JG. 1935 'POLENAKTION' 1938 ZURÜCKGESCHICKT FLUCHT 1939 HOLLAND INTERNIERT WESTERBORK DEPORTIERT 1942 AUSCHWITZ ERMORDET 3.9.1942         | Kronshagener Weg 4 (vorm. Eckernförder Straße 4)                                 | Manfred Buchen (1935–1942)                                             |
|              | HIER WOHNTE ROSA BUCHEN JG. 1931 'POLENAKTION' 1938 ZURÜCKGESCHICKT FLUCHT 1939 HOLLAND INTERNIERT WESTERBORK DEPORTIERT 1942 AUSCHWITZ ERMORDET 3.9.1942            | Kronshagener Weg 4 (vorm. Eckernförder Straße 4)                                 | Rosa Buchen, geborene Landesmann (1931–1942)                           |
|              | HIER WOHNTE ARNOLD COHN JG. 1909 DEPORTIERT 1941 RIGA ERMORDET 18.2.1945 BUCHENWALD                                                                                  | Gutenbergstraße 7 ·                                                              | Arnold Cohn (1909–1945)                                                |
|              | HIER WOHNTE EMIL COHN JG. 1876 DEPORTIERT 1941 ERMORDET IN RIGA | Iltisstraße 36 ·                                                                 | Emil Cohn (1876–1941)                                                  |
|              | HIER WOHNTE ERICH COHN JG. 1902 DEPORTIERT 1941 RIGA 1944 STUTTHOF ERMORDET                                                                                          | Pickertstraße 2a ·                                                               | Erich Cohn (1902–1944)                                                 |
|              | HIER WOHNTE FRIEDEL COHN JG. 1935 DEPORTIERT 1941 RIGA ERMORDET | Gutenbergstraße 7 ·                                                              | Friedel Cohn (1935–1941)                                               |
|              | HIER WOHNTE HENNI COHN GEB. FEILMANN JG. 1877 DEPORTIERT 1941 RIGA ERMORDET                                                                                          | Pickertstraße 2a ·                                                               | Henni Cohn, geborene Feilmann (1877–194?)                              |
|              | HIER WOHNTE HENRIETTE COHN GEB. GERSON JG. 1880 DEPORTIERT 1941 ERMORDET IN RIGA                                                                                     | Iltisstraße 36 ·                                                                 | Henriette Cohn (1880–1941)                                             |
|              | HIER WOHNTE HILDE COHN GEB. CZARNA JG. 1908 DEPORTIERT 1941 RIGA ERMORDET                                                                                            | Gutenbergstraße 7 ·                                                              | Hilde Cohn, geborene Czarna (1908–194?)                                |
|              | HIER WOHNTE JULIUS COHN JG. 1891 DEPORTIERT 1941 RIGA ERMORDET | Preußerstraße 7 ·                                                                | Julius Cohn (1891–194?)                                                |
|              | HIER WOHNTE MINNA COHN VERH. SCHÜRATZKI JG. 1905 DEPORTIERT 1942 ERMORDET IN TREBLINKA                                                                               | Iltisstraße 36 ·                                                                 | Minna Cohn, verheiratete Schüratzki (1905–1942)                        |
|              | HIER WOHNTE SABINE COHN GEB. CZARNA JG. 1885 DEPORTIERT 1941 RIGA ERMORDET                                                                                           | Gutenbergstraße 7 ·                                                              | Sabine Cohn, geborene Czarna (1885–194?)                               |
|              | HIER WOHNTE SELMA COHN GEB. KOHN JG. 1871 DEPORTIERT 1941 RIGA ERMORDET                                                                                              | Preußerstraße 7 ·                                                                | Selma Cohn, geborene Kohn (1871–194?)                                  |
|              | HIER WOHNTE URIEL COHN GEB. 1.2.1941 DEPORTIERT 6.2.1941 RIGA ERMORDET                                                                                               | Gutenbergstraße 7 ·                                                              | Uriel Cohn (1941–1941)                                                 |
|              | HIER WOHNTE WILLIBALD COHN JG. 1875 DEPORTIERT 1941 RIGA ERMORDET | Pickertstraße 2a ·                                                               | Willibald Cohn (1875–194?)                                             |
|              | HIER WOHNTE MENDEL CZAPNIK JG. 1906 VERHAFTET 1937 GEFÄNGNIS NEUMÜNSTER 1938 SACHSENHAUSEN ERMORDET 25.1.1939                                                        | Kleiner Kuhberg 26 ·                                                             | Mendel Czapnik (1906–1939)                                             |
|              | HIER WOHNTE JOSEPH DALTROP JG. 1876 'SCHUTZHAFT' 1938 GEFÄNGNIS KIEL 1938 SACHSENHAUSEN 1939 GEFÄNGNIS KIEL ERMORDET 26.1.1942                                       | Holtenauer Straße 15 ·                                                           | Joseph Daltrop (1876–1942)                                             |
|              | HIER WOHNTE SIEGFRIED DAVID JG. 1876 DEPORTIERT 1941 RIGA ERMORDET                                                                                                   | Papenkamp 7 ·                                                                    | Siegfried David (1876–1941/45)                                         |
|              | HIER WOHNTE WILLI DITTMANN JG. 1905 SOLDAT DIENST VERWEIGERT VERHAFTET 1943 HINGERICHTET 1.2.1945 GEFÄNGNIS HAMBURG                                                  | Rendsburger Landstraße 143 (vorm. 157)                                           | Willi Dittmann (1905–1945)                                             |
|              | HIER WOHNTE LOTTE DOMOWITZ GEB. FRUCHTER JG. 1904 EINGEWIESEN 1938 JAKOBY'SCHE ANSTALT BENDORF-SAYN TOT 8.5.1941                                                     | Kronshagener Weg 12 (vorm. Eckernförder Straße 12)                               | Lotte Domowitz, geborene Feuchter (1904–1941)                          |
|              | HIER WOHNTE CÄCILIE EBNER JG. 1925 'POLENAKTION' 1938 NUR BIS FRANKFURT O. FLUCHT 1938 BELGIEN INTERNIERT MECHELEN DEPORTIERT 1942 ERMORDET IN AUSCHWITZ             | Sandkuhle 5 ·                                                                    | Cäcilie Ebner (1925–1942/45)                                           |
|              | HIER WOHNTE CENIA EBNER GEB. LOCKER JG. 1905 'POLENAKTION' 1938 NUR BIS FRANKFURT O. FLUCHT 1938 BELGIEN INTERNIERT MECHELEN DEPORTIERT 1942 ERMORDET IN AUSCHWITZ   | Sandkuhle 5 ·                                                                    | Cenia Ebner, geborene Locker (1905–1942/45)                            |
|              | HIER WOHNTE KUNO EBNER JG. 1898 'POLENAKTION' 1938 NUR BIS FRANKFURT O. FLUCHT 1938 BELGIEN INTERNIERT MECHELEN DEPORTIERT 1942 ERMORDET IN AUSCHWITZ                | Sandkuhle 5 ·                                                                    | Kuno Ebner (1898–1942/45)                                              |
|              | HIER WOHNTE LEO EBNER JG. 1931 'POLENAKTION' 1938 NUR BIS FRANKFURT O. FLUCHT 1938 BELGIEN INTERNIERT MECHELEN DEPORTIERT 1942 ERMORDET IN AUSCHWITZ                 | Sandkuhle 5 ·                                                                    | Leo Ebner (1931–1942/45)                                               |
|              | HIER WOHNTE MARTIN EBNER JG. 1938 'POLENAKTION' 1938 NUR BIS FRANKFURT O. FLUCHT 1938 BELGIEN INTERNIERT MECHELEN DEPORTIERT 1942 ERMORDET IN AUSCHWITZ              | Sandkuhle 5 ·                                                                    | Martin Ebner (1938–1942/45)                                            |
|              | HIER WOHNTE OTTO EGGERSTEDT JG. 1886 VERHAFTET 25.5.1933 KZ ESTERWEGEN ERMORDET 12.10.1933                                                                           | Eichhofstraße 12 ·                                                               | Otto Eggerstedt (1886–1933)                                            |
|              | HIER WOHNTE JOSEF EHRLICH JG. 1875 'SCHUTZHAFT' 1938 GEFÄNGNIS KIEL DEPORTIERT 1941 RIGA ERMORDET 5.1.1942                                                           | Breiter Weg 4–6 ·                                                                | Josef Ehrlich (1875–1942)                                              |
|              | HIER WOHNTE RAHEL EHRMANN GEB. FELDMANN JG. 1865 FLUCHT 1933 POLEN ERMORDET IM BESETZTEN POLEN                                                                       | Damperhofstraße 21 ·                                                             | Rahel Ehrmann, geborene Feldmann (1865–1939/45)                        |
|              | HIER WOHNTE DAVID THEODOR ENGEL JG. 1865 DEPORTIERT 1942 THERESIENSTADT ERMORDET 27.7.1942                                                                           | Holstenstraße 13 ·                                                               | David Theodor Engel (1865–1942)                                        |
|              | HIER WOHNTE HERBERT ENGEL JG. 1914 VERHAFTET 1942 ZUCHTHAUS CELLE ERMORDET 7.10.1943 KZ NEUENGAMME                                                                   | Herzog-Friedrich-Straße 93 ·                                                     | Herbert Engel (1914–1943)                                              |
|              | HIER WOHNTE MINNA ENGEL JG. 1870 DEPORTIERT 1942 THERESIENSTADT ERMORDET 22.10.1942                                                                                  | Holstenstraße 13 ·                                                               | Minna Engel (1870–1942)                                                |
|              | HIER WOHNTE BERNHARD EPPSTEIN JG. 1895 DEPORTIERT 1942 BANJICA / SERBIEN POLIZEIHAFTLAGER ERMORDET 11.8.1942                                                         | Koldingstraße 4 ·                                                                | Bernhard Eppstein (1895–1942)                                          |
|              | HIER WOHNTE DR. MAX FABIAN JG. 1873 DEPORTIERT 1941 GHETTO ŁODZ ERMORDET 6.1.1942                                                                                    | Forstweg 81 ·                                                                    | Max Fabian (1873–1942)                                                 |
|              | HIER WOHNTE CHAJA FELDMANN GEB. WEBER-LAKRITZ JG. 1903 1939 ZWANGSUMSIEDLUNG LEIPZIG ZWANGSARBEIT EINGEWIESEN 1940 HEILANSTALT LEIPZIG-DÖSEN ERMORDET 11.8.1940      | Jungmannstraße 70a ·                                                             | Chaja Feldmann (1903–1940), geborene Weber-Lakritz                     |
|              | HIER WOHNTE DINA FELDMANN JG. 1929 ZWANGSUMSIEDLUNG 1939 LEIPZIG DEPORTIERT 1942 ERMORDET IN AUSCHWITZ                                                               | Jungmannstraße 70a ·                                                             | Dina Feldmann (1929–1942/45)                                           |
|              | HIER WOHNTE MENDEL FELDMANN JG. 1901 FLUCHT 1939 BELGIEN ZWANGSARBEIT FRANKREICH INTERNIERT MECHELEN DEPORTIERT 1942 ERMORDET IN AUSCHWITZ                           | Jungmannstraße 70a ·                                                             | Mendel Feldmann (1901–1942/45)                                         |
|              | HIER WOHNTE OTTO FELDMANN JG. 1932 ZWANGSUMSIEDLUNG 1939 LEIPZIG DEPORTIERT 1942 ERMORDET IN AUSCHWITZ                                                               | Jungmannstraße 70a ·                                                             | Otto Feldmann (1932–1942/45)                                           |
|              | HIER WOHNTE PAULINE FELDMANN GEB. SCHÜLER JG. 1874 DEPORTIERT 1942 THERESIENSTADT ERMORDET 11.12.1942                                                                | Sophienblatt 11 ·                                                                | Pauline Feldmann, geborene Schüler (1874–1942)                         |
|              | HIER WOHNTE ZITA FELDMANN JG. 1938 DEPORTIERT 1942 AUS JÜDISCHEM WAISENHAUS HAMBURG ERMORDET IN AUSCHWITZ                                                            | Jungmannstraße 70a ·                                                             | Zita Feldmann (1938–1942/45)                                           |
|              | HIER WOHNTE RUTH FIEBELMANN GEB. ADLER JG. 1913 DEPORTIERT 18.11.1941 MINSK ERMORDET                                                                                 | Feldstraße 55a ·                                                                 | Ruth Fiebelmann, geborene Adler (1913–1941)                            |
|              | HIER WOHNTE ADOLF FEYBUSCH JG. 1876 'SCHUTZHAFT' 1938 POLIZEIGEFÄNGNIS KIEL SACHSENHAUSEN TOT 19.1.1939                                                              | Preetzer Straße 212 ·                                                            | Adolf Feybusch (1876–1939)                                             |
|              | HIER WOHNTE EDUARD FISCHER JG. 1893 DEPORTIERT 1941 MINSK ERMORDET                                                                                                   | Muhliusstraße 77a ·                                                              | Eduard Fischer (1893–1941/45)                                          |
|              | HIER WOHNTE MALIE FISCHER GEB. ZIMMERMANN JG. 1900 'POLENAKTION' 1938 NUR BIS FRANKFURT O. DEPORTIERT 1942 ERMORDET IN AUSCHWITZ                                     | Muhliusstraße 77a ·                                                              | Malie Fischer, geborene Zimmermann (1900–1942/45)                      |
|              | RECHA FISCHER JG. 1941 DEPORTIERT 1942 ERMORDET IN AUSCHWITZ | Muhliusstraße 77a ·                                                              | Recha Fischer (1941–1942/45)                                           |
|              | HIER WOHNTE SHIRLEY LOTTE FISCHER JG. 1938 DEPORTIERT 1942 ERMORDET IN AUSCHWITZ                                                                                     | Muhliusstraße 77a ·                                                              | Shirley Lotte Fischer (1938–1942/45)                                   |
|              | HIER WOHNTE TAUBE FRAENKEL GEB. GUTWIRT JG. 1867 AUSGEWIESEN 10.7.1939 LWÒW DEPORTIERT MAJDANEK ERMORDET 31.12.1942                                                  | Sternstraße 16 ·                                                                 | Taube Fraenkel, geborene Gutwirt (1867–1942)                           |
|              | HIER WOHNTE BENZION FRANK JG. 1861 DEPORTIERT 1942 THERESIENSTADT ERMORDET 15.1.1943                                                                                 | Rankestraße 1 ·                                                                  | Benzion Frank (1861–1943)                                              |
|              | HIER WOHNTE FRANZISKA FRIEDLÄNDER GEB. STERN JG. 1873 DEPORTIERT 1942 THERESIENSTADT ERMORDET 26.1.1943                                                              | Dänische Straße 36 ·                                                             | Franziska Friedländer, geborene Stern (1873–1943)                      |
|              | HIER WOHNTE GEORG FRIEDLÄNDER JG. 1866 DEPORTIERT 1942 THERESIENSTADT ERMORDET 17.12.1942                                                                            | Dänische Straße 36 ·                                                             | Georg Friedländer (1866–1942)                                          |
|              | HIER WOHNTE LINA FRIEDMANN GEB. EHRLICH JG. 1872 DEPORTIERT 1941 RIGA ERMORDET                                                                                       | Feldstraße 6 ·                                                                   | Lina Friedmann, geborene Ehrlich (1872–1941/45)                        |
|              | HIER WOHNTE ESTHER GLANZ GEB. BUCHEN JG. 1898 DEPORTIERT 10.5.1942 ERMORDET IN MAJDANEK                                                                              | Adelheidstraße 26 (vorm. 19)                                                     | Esther Glanz, geborene Buchen (1898–1942)                              |
|              | HIER WOHNTE JOACHIM GLANZ JG. 1929 DEPORTIERT 10.5.1942 ERMORDET IN MAJDANEK                                                                                         | Adelheidstraße 26 (vorm. 19)                                                     | Joachim Glanz (1929–1942)                                              |
|              | HIER WOHNTE MARKUS GLANZ JG. 1896 DEPORTIERT 31.8.1942 ERMORDET IN AUSCHWITZ                                                                                         | Adelheidstraße 26 (vorm. 19)                                                     | Markus Glanz (1896–1942)                                               |
|              | HIER WOHNTE WILHELM GOLDSTEIN JG. 1880 'SCHUTZHAFT' 1938 SACHSENHAUSEN 'SCHUTZHAFT' 1942 POLIZEIGEFÄNGNIS KIEL DEPORTIERT 1943 AUSCHWITZ ERMORDET 2.2.1943           | Theodor-Heuss-Ring 79 (vorm. Friesenstraße 15)                                   | Wilhelm Goldstein (1880–1943)                                          |
|              | HIER WOHNTE DEBORA GRUBNER GEB. SCHARF JG. 1904 DEPORTIERT 1939 KZ PLASZOW / KRAKAU ERMORDET                                                                         | Kronshagener Weg 14 · (vorm. 2) ·                                                | Debora Grubner, geborene Scharf (1904–1940/45)                         |
|              | HIER WOHNTE DINA GRUBNER JG. 1928 DEPORTIERT 1939 KZ PLASZOW /KRAKAU ERMORDET                                                                                        | Kronshagener Weg 14 · (vorm. 2) ·                                                | Dina Grubner (1928–1940/45)                                            |
|              | HIER WOHNTE JOSEF GRUBNER JG. 1937 DEPORTIERT 1939 KZ PLASZOW /KRAKAU ERMORDET                                                                                       | Kronshagener Weg 14 · (vorm. 2) ·                                                | Josef Grubner (1937–1940/45)                                           |
|              | HIER WOHNTE REGINA RYFKA GRUBNER GEB. ZOLLMANN JG. 1877 DEPORTIERT 1939 ERMORDET 1940 IM KZ PLASZOW / KRAKAU                                                         | Kronshagener Weg 14 · (vorm. 2) ·                                                | Regina Ryfka Grubner, geborene Zollmann (1877–1940)                    |
|              | HIER WOHNTE SHAJA A. GRUBNER JG. 1874 DEPORTIERT 1939 ERMORDET 1941 IM KZ PLASZOW / KRAKAU                                                                           | Kronshagener Weg 14 · (vorm. 2) ·                                                | Shaja A. Grubner (1874–1941)                                           |
|              | HIER WOHNTE SIMON GRUBNER JG. 1901 DEPORTIERT 1939 ERMORDET 1941 IM KZ PLASZOW / KRAKAU                                                                              | Kronshagener Weg 14 · (vorm. 2) ·                                                | Simon Grubner (1901–1941)                                              |
|              | HIER WOHNTE REGINA GRÜNBAUM GEB. EHRMANN VERW. NAGELBERG JG. 1889 'POLENAKTION' 1938 LWOW ERMORDET IM BESETZTEN POLEN                                                | Damperhofstraße 21 ·                                                             | Regina Grünbaum, geborene Ehrmann, verwitwete Nagelberg (1889–1939/45) |
|              | HIER WOHNTE WOLF ABRAHAM GRÜNBAUM JG. 1879 'POLENAKTION' 1938 LWOW ERMORDET IM BESETZTEN POLEN                                                                       | Damperhofstraße 21 ·                                                             | Wolf Abraham Grünbaum (1879–1939/45)                                   |
|              | HIER WOHNTE ERICH GUTTMANN JG. 1901 IM WIDERSTAND VERHAFTET 1933 GEFÄNGNIS KIEL ENTLASSEN 1934 DEPORTIERT 1944 AUSCHWITZ 1945 MAUTHAUSEN ERMORDET 6.2.1945           | Rendsburger Landstraße 57 ·                                                      | Erich Guttmann (1901–1945)                                             |
|              | HIER WOHNTE HUGO HAHN JG. 1898 VOR DEPORTATION FLUCHT IN DEN TOD 17.7.1942                                                                                           | Sophienblatt 75 ·                                                                | Hugo Hahn (1874–1942)                                                  |
|              | HIER WOHNTE DAVID JOSEF HALBERSBERG JG. 1899 FLUCHT 1939 BELGIEN INTERNIERT MECHELEN DEPORTIERT 1943 AUSCHWITZ ERMORDET                                              | Holtenauer Straße 122 ·                                                          | Josef Halbersberg (1899–1943)                                          |
|              | HIER WOHNTE PAULA HALBERSBERG GEB. MARGULIES JG. 1907 FLUCHT 1939 BELGIEN VOR DEPORTATION FLUCHT IN DEN TOD                                                          | Holtenauer Straße 122 ·                                                          | Paula Halbersberg, geborene Margulies (1907–1940)                      |
|              | HIER WOHNTE HANS-ULRICH HALLER-MUNCK JG. 1900 VERHAFTET 1938 SACHSENHAUSEN TOT AN HAFTFOLGEN 1938                                                                    | Stoschstraße 1 ·                                                                 | Hans-Ulrich Haller-Munk (1900–1938)                                    |
|              | HIER WOHNTE DR. HEINRICH HALLER-MUNCK JG. 1866 VOR DEPORTATION FLUCHT IN DEN TOD 15.7.1942                                                                           | Stoschstraße 1 ·                                                                 | Dr. Heinrich Haller-Munk (1866–1942)                                   |
|              | HIER WOHNTE PAULA HALLER-MUNCK GEB. MUNCK JG. 1878 VOR DEPORTATION FLUCHT IN DEN TOD 15.7.1942                                                                       | Stoschstraße 1 ·                                                                 | Paula Haller-Munk, geborene Munk (1878–1942)                           |
|              | HIER WOHNTE MINNA HANSEN JG. 1888 VERHAFTET 18.9.1937 KZ LICHTENBURG ERMORDET 1938                                                                                   | Waisenhofstraße 39 ·                                                             | Minna Hansen (1888–1938)                                               |
|              | HIER WOHNTE CLARA HELLER GEB. DAVID JG. 1875 DEPORTIERT 1941 RIGA ERMORDET                                                                                           | Papenkamp 7 ·                                                                    | Clara Heller (1875–1941/45)                                            |
|              | HIER WOHNTE HERBERT HENNING JG. 1909 VERHAFTET KZ SACHSENHAUSEN ERMORDET 2.4.1940                                                                                    | Waitzstraße 58 a (vorm. 58)                                                      | Herbert Henning (1909–1940)                                            |
|              | HIER WOHNTE WALDEMAR HENNINGSEN JG. 1890 SEIT 1934 MEHRMALS VERHAFTET 1938 VERURTEILT § 175 GEFÄNGNIS KIEL 1942 SACHSENHAUSEN ERMORDET 19.11.1942                    | Möllingstraße 26 ·                                                               | Waldemar Henningsen (1890–1942)                                        |
|              | HIER WOHNTE CHRISTIAN HEUCK JG. 1892 VERHAFTET FEB. 1933 VON SS ERHÄNGT IN DER ZELLE 23.2.1934 GEFÄNGNIS NEUMÜNSTER                                                  | Wall 68 (vorm. 72a)                                                              | Christian Heuck (1892–1934)                                            |
|              | HIER WOHNTE DORA HIRSCH JG. 1868 DEPORTIERT 1941 RIGA ERMORDET | Knooper Weg 46 ·                                                                 | Dora Hirsch (1868–1941/45)                                             |
|              | HIER WOHNTE HEDWIG HELENE HIRSCH GEB. FAHRENKRUG JG. 1902 DEPORTIERT 1941 RIGA 1944 STUTTHOF ERMORDET                                                                | Faulstraße 41 ·                                                                  | Hedwig Helene Hirsch, geborene Fahrenkrug (1902–1944/45)               |
|              | HIER WOHNTE HEINZ HIRSCH JG. 1924 DEPORTIERT 1941 RIGA 1944 STUTTHOF TODESMARSCH RIEBEN ERMORDET 15.3.1945                                                           | Faulstraße 41 ·                                                                  | Heinz Hirsch (1924–1945)                                               |
|              | HIER WOHNTE HERTHA HIRSCH GEB. SIMON JG. 1885 DEPORTIERT 1941 RIGA STUTTHOF ERMORDET                                                                                 | Faulstraße 41 ·                                                                  | Hertha Hirsch, geborene Simon (1885–1941/45)                           |
|              | HIER WOHNTE MARTIN HIRSCH JG. 1883 'SCHUTZHAFT' 1938 GEFÄNGNIS KIEL SACHSENHAUSEN DEPORTIERT 1941 RIGA ERMORDET 26.3.1942                                            | Faulstraße 41 ·                                                                  | Martin Hirsch (1883–1942)                                              |
|              | HIER WOHNTE WOLF HIRSCH JG. 1921 DEPORTIERT 1941 RIGA 1944 STUTTHOF TODESMARSCH RIEBEN BEFREIT                                                                       | Faulstraße 41 ·                                                                  | Wolf Hirsch (1924-)                                                    |
|              | HIER WOHNTE WOLFF WILLY HIRSCH JG. 1898 'SCHUTZHAFT' 1938 GEFÄNGNIS KIEL DEPORTIERT 1941 RIGA 1944 STUTTHOF TODESMARSCH RIEBEN ERMORDET 13.3.1945                    | Faulstraße 41 ·                                                                  | Wolff Willy Hirsch (1898–1945)                                         |
|              | HIER WOHNTE ALWIN HURTIG JG. 1875 'SCHUTZHAFT' 1938 GEFÄNGNIS KIEL DEPORTIERT 1943 THERESIENSTADT ERMORDET 27.2.1944                                                 | Schillerstraße 1 ·                                                               | Alwin Hurtig (1875–1944)                                               |
|              | HIER WOHNTE FRANZ JOSEF HURTIG JG. 1900 DEPORTIERT 1943 ERMORDET IN AUSCHWITZ                                                                                        | Schillerstraße 1 ·                                                               | Franz Josef Hurtig (1900–1943/45)                                      |
|              | HIER WOHNTE HELENE HURTIG GEB. EHRLICH JG. 1873 DEPORTIERT 1943 THERESIENSTADT ERMORDET 10.5.1944                                                                    | Schillerstraße 1 ·                                                               | Helene Hurtig, geborene Ehrlich (1873–1944)                            |
|              | HIER WOHNTE REGINA KARLSBERG JG. 1914 DEPORTIERT 1941 RIGA 1944 STUTTHOF ERMORDET                                                                                    | Königsweg 1 ·                                                                    | Regina Karlsberg, geborene Berghoff (1914–1944)                        |
|              | HIER WOHNTE ROLF ABEL WI. KARLSBERG JG. 1875 DEPORTIERT 1941 RIGA ERMORDET 1945 IM KZ RIEBEN/POMMERN                                                                 | Kaiserstraße 73 ·                                                                | Rolf Abel Wilhelm Karlsberg (1875–1944)                                |
|              | HIER WOHNTE BERNHARD KLAPPER JG. 1925 FLUCHT 1936 POLEN GHETTO RZESZOW ERMORDET IM BESETZTEN POLEN                                                                   | Jungfernstieg 7 ·                                                                | Bernhard Klapper (1925–1939/45)                                        |
|              | HIER WOHNTE ESTHER KLAPPER GEB. KLAPPER JG. 1896 FLUCHT 1936 POLEN GHETTO RZESZOW ERMORDET IM BESETZTEN POLEN                                                        | Jungfernstieg 7 ·                                                                | Esther Klapper, geborene Klapper (1896–1939/45)                        |
|              | HIER WOHNTE ISIDOR KLAPPER JG. 1921 FLUCHT 1936 POLEN GHETTO RZESZOW DEPORTIERT AUSCHWITZ ERMORDET 3.3.1943                                                          | Jungfernstieg 7 ·                                                                | Isidor Klapper (1921–1939/45)                                          |
|              | HIER WOHNTE JONNY KLAPPER JG. 1922 FLUCHT 1936 POLEN GHETTO RZESZOW ERMORDET IM BESETZTEN POLEN                                                                      | Jungfernstieg 7 ·                                                                | Jonny Klapper (1922–1939/45)                                           |
|              | HIER WOHNTE GRETE KURZ JG. 1904 AUSGEWIESEN 1939 ERMORDET IN EINEM KZ IM BESETZTEN POLEN                                                                             | Kronshagener Weg 14 · (vorm. 2) ·                                                | Debora Kurz (1904–1940/45)                                             |
|              | HIER WOHNTE PAULINE KURZ GEB. PANZANOWA JG. 1871 DEPORTIERT 1942 THERESIENSTADT 1943 AUSCHWITZ ERMORDET                                                              | Kronshagener Weg 14 · (vorm. 2) ·                                                | Pauline Kurz, geborene Panzanowa (1871–1943/45)                        |
|              | HIER WOHNTE ARTHUR LANDESMANN JG. 1911 FLUCHT 1933 HOLLAND INTERNIERT WESTERBORK DEPORTIERT 1942 AUSCHWITZ ERMORDET 15.9.1942                                        | Adelheidstraße 22 (vorm. 19)                                                     | Arthur Landesmann (1911–1942)                                          |
|              | HIER WOHNTE SOPHIE LEIPZIGER GEB. EISACK JG. 1864 DEPORTIERT 1942 THERESIENSTADT ERMORDET 17.9.1943                                                                  | Bülowstraße 3 ·                                                                  | Sophie Leipziger, geborene Eisack (1864–1943)                          |
|              | HIER WOHNTE ABRAHAM LENKOWICZ JG. 1872 VERHAFTET 1940 SACHSENHAUSEN DACHAU ERMORDET 3.3.1941                                                                         | Kronshagener Weg 37 ·                                                            | Abraham Samuel Lenkowicz (1872–1941)                                   |
|              | HIER WOHNTE HEINZ-SIEGMUND LEVEN JG. 1911 FLUCHT 1933 HOLLAND FLUCHT 1942 BELGIEN INTERNIERT MECHELEN DEPORTIERT 1943 AUSCHWITZ ERMORDET 15.9.1942                   | Niemannsweg 48 ·                                                                 | Heinz-Siegmund Leven (1911–1943/45)                                    |
|              | HIER WOHNTE JACOB LEVY JG. 1880 'SCHUTZHAFT' 1937 POLIZEIGEFÄNGNIS KIEL 1938 SACHSENHAUSEN DEPORTIERT 1941 RIGA ERMORDET                                             | Schloßstraße 14 ·                                                                | Jacob Levy (1880–1941/45)                                              |
|              | HIER WOHNTE NATHAN LEVY JG. 1874 DEPORTIERT 1941 RIGA ERMORDET | Schloßstraße 14 ·                                                                | Nathan Levy (1874–1941/45)                                             |
|              | HIER WOHNTE PHILIPP LEVY JG. 1870 DEPORTIERT 1941 RIGA ERMORDET | Schloßstraße 14 ·                                                                | Philipp Levy (1870–1941/45)                                            |
|              | HIER WOHNTE RECHA LEVY JG. 1883 DEPORTIERT 1941 RIGA ERMORDET | Schloßstraße 14 ·                                                                | Recha Levy (1883–1941/45)                                              |
|              | HIER WOHNTE ARTHUR LEWIN JG. 1882 'SCHUTZHAFT' 1938 GEFÄNGNIS KIEL ALS ASOZIAL STIGMATISIERT DACHAU BUCHENWALD ERMORDET 19.12.1938                                   | Gartenstraße 20 ·                                                                | Arthur Lewin (1882–1938)                                               |
|              | HIER WOHNTE ROSA LEWIN GEB.HIRSCH JG. 1867 DEPORTIERT 1941 RIGA ERMORDET                                                                                             | Muhliusstraße 20 (Ecke Baustraße)                                                | Rosa Lewin, geborene Hirsch (1867–1941/45)                             |
|              | HIER WOHNTE DR. AENNE LIEBREICH JG. 1899 BERUFSVERBOT 1933 FLUCHT 1934 FRANKREICH FLUCHT IN DEN TOD 22.7.1939 PARIS                                                  | Niemannsweg 133 ·                                                                | Aenne Liebreich (1899–1939)                                            |
|              | HIER WOHNTE FRIMETA LIESER GEB. STRENGER JG. 1887 ABGESCHOBEN 1938 ERMORDET IM BESETZTEN POLEN                                                                       | Waisenhofstraße 34 ·                                                             | Frimeta Lieser, geborene Strenger (1887–1939/45)                       |
|              | HIER WOHNTE RUCHLA LIESER JG. 1912 ABGESCHOBEN 1938 ERMORDET IM BESETZTEN POLEN                                                                                      | Waisenhofstraße 34 ·                                                             | Ruchla Lieser (1912–1939/45)                                           |
|              | HIER WOHNTE REBECCA LÖHNDORF GEB. EHRLICH JG. 1893 FLUCHT 1936 HOLLAND INTERNIERT WESTERBORK DEPORTIERT 1942 AUSCHWITZ ERMORDET 1.10.1942                            | Reeperbahn 9 ·                                                                   | Rebecca Löhndorf, geborene Ehrlich (1893–1939/45)                      |
|              | HIER WOHNTE INGEBORG LÜDDEKE JG. 1923 AUF DER FLUCHT 1944 IN DIE SCHWEIZ TOT 1944                                                                                    | Waitzstraße 93 ·                                                                 | Ingeborg Lüddeke (1923–1944)                                           |
|              | HIER WOHNTE HORST MAHLSTEDT JG. 1920 VERHAFTET 1940 'KRIEGSDIENST VERWEIGERT' GEFÄNGNIS KIEL 1942 SACHSENHAUSEN NATZWEILER-STRUTHOF 1942 DACHAU ERMORDET 26.9.1942   | Kanalstraße 41 ·                                                                 | Horst Mahlstedt (1920–1942)                                            |
|              | HIER WOHNTE BRUNO MAINZER JG. 1873 DEPORTIERT 29.3.1944 AUSCHWITZ ERMORDET 23.4.1944                                                                                 | Jensendamm 6 · (vorm. Martensdamm 26) ·                                          | Bruno Max Mainzer (1873–1944)                                          |
|              | HIER WOHNTE ALBRECHT MARIENFELD JG. 1888 'SCHUTZHAFT' 1939 FLUCHT 1939 BELGIEN INTERNIERT RIVESALTES DEPORTIERT 1942 AUSCHWITZ ERMORDET 23.9.1942                    | Eggerstedtstraße 1 ·                                                             | Albrecht Marienfeld (1888–1942)                                        |
|              | HIER WOHNTE OSIAS MARKUS JG. 1867 VERHAFTET 1939 GERICHTSGEFÄNGNIS KIEL DEPORTIERT 1941 RIGA ERMORDET                                                                | Kleiner Kuhberg 26 ·                                                             | Osias Markus (1867–1941/45)                                            |
|              | HIER WOHNTE ANNA MARKUS-BARD GEB. BRATSPIES JG. 1866 ZWANGSUMSIEDLUNG 1939 LEIPZIG ZWANGSARBEIT ERMORDET 24.12.1939                                                  | Kleiner Kuhberg 26 ·                                                             | Anna Markus-Bard, geborene Bratspies (1866–1939)                       |
|              | HIER WOHNTE SELMA MASCHKE JG. 1864 DEPORTIERT 1942 THERESIENSTADT ERMORDET 19.8.1942                                                                                 | Reventlouallee 3 ·                                                               | Selma Maschke (1864–1942)                                              |
|              | HIER WOHNTE SALLY MAYER JG. 1897 VERHAFTET 21.5.1938 'RASSENSCHANDE' DACHAU ERMORDET 21.9.1940 BUCHENWALD                                                            | Möllingstraße 20 ·                                                               | Salomon Mayer (1897–1940)                                              |
|              | HIER WOHNTE HANS MEIER JG. 1904 'SCHUTZHAFT' 1939 POLIZEIGEFÄNGNIS KIEL VERHAFTET 1940 STRAFGEFÄNGNIS KIEL 1942 SACHSENHAUSEN ERMORDET 24.10.1940                    | Christian-Kruse-Straße 14 ·                                                      | Hans Meier (1904–1940)                                                 |
|              | HIER WOHNTE ADOLF METZGER JG. 1929 DEPORTIERT 1942 GHETTO BELZYCE ERMORDET                                                                                           | Waisenhofstraße 34 ·                                                             | Adolf Isidor Metzger (1929–1942/45)                                    |
|              | HIER WOHNTE FRYMETA METZGER GEB. KLAPPER JG. 1893 DEPORTIERT 1942 GHETTO BELZYCE ERMORDET                                                                            | Waisenhofstraße 34 ·                                                             | Frymeta Metzger, geborene Klapper (1893–1942/45)                       |
|              | HIER WOHNTE HERMANN METZGER JG. 1886 VERHAFTET SACHSENHAUSEN ERMORDET 26.7.1941 BUCHENWALD                                                                           | Waisenhofstraße 34 ·                                                             | Hermann Metzger (1886–1942/45)                                         |
|              | HIER WOHNTE IDA METZGER GEB. KRAPP JG. 1895 VERSCHLEPPT 1939 ZWANGSARBEIT LEIPZIG DEPORTIERT 1942 BELZYCE ERMORDET                                                   | Knooper Weg 48a ·                                                                | Ida Metzger, geborene Krapp (1895–1942/45)                             |
|              | HIER WOHNTE ISAAK METZGER JG. 1894 ABGESCHOBEN 15.7.1939 POLEN ERMORDET IM BESETZTEN POLEN                                                                           | Knooper Weg 48a ·                                                                | Isaak Metzger (1894–1939/45)                                           |
|              | HIER WOHNTE JOSEF BARUCH METZGER JG. 1929 VERSCHLEPPT 1939 LEIPZIG DEPORTIERT 1942 BELZYCE ERMORDET                                                                  | Knooper Weg 48a ·                                                                | Josef Baruch Metzger (1929–1942/45)                                    |
|              | HIER WOHNTE LEO METZGER JG. 1927 VERSCHLEPPT 1939 LEIPZIG DEPORTIERT 1942 BELZYCE ERMORDET                                                                           | Knooper Weg 48a ·                                                                | Leo Metzger (1927–1942/45)                                             |
|              | HIER WOHNTE TONI METZGER JG. 1926 VERSCHLEPPT 1939 LEIPZIG DEPORTIERT 1942 BELZYCE ERMORDET                                                                          | Knooper Weg 48a ·                                                                | Toni Metzger (1926–1942/45)                                            |
|              | HIER WOHNTE IDA MEYER GEB. GOLDSCHMIDT JG. 1868 DEPORTIERT 1942 THERESIENSTADT ERMORDET IN TREBLINKA                                                                 | Schulstraße 7 ·                                                                  | Ida Meyer, geborene Goldschmidt (1868–1939)                            |
|              | HIER WOHNTE MIRLA MONHEIT JG. 1926 DEPORTIERT 1941 ŁODZ ERMORDET IN EINEM KZ IM BESETZTEN POLEN                                                                      | Kronshagener Weg 14 · (vorm. 2) ·                                                | Mirla Monheit (1926–1941/45)                                           |
|              | HIER WOHNTE PINKAS MONHEIT JG. 1900 DEPORTIERT 1941 ERMORDET 1943 IN ŁODZ                                                                                            | Kronshagener Weg 14 · (vorm. 2) ·                                                | Pinkas Monheit (1900–1943)                                             |
|              | HIER WOHNTE SARAH MONHEIT GEB. GRUBNER JG. 1899 DEPORTIERT 1941 ŁODZ ERMORDET IN EINEM KZ IM BESETZTEN POLEN                                                         | Kronshagener Weg 14 · (vorm. 2) ·                                                | Sarah Monheit, geborene Grubner (1899–1941/45)                         |
|              | HIER WOHNTE IDA NAGEL GEB. HOLLÄNDER JG. 1860 VOR DEPORTATION FLUCHT IN DEN TOD 21.7.1942                                                                            | Knooper Weg 140 ·                                                                | Ida Nagel, geborene Holländer (1860–1942)                              |
|              | HIER WOHNTE ALFRED NAGELBERG JG. 1914 FLUCHT PALÄSTINA | Damperhofstraße 21 ·                                                             | Alfred Nagelberg (1914-)                                               |
|              | HIER WOHNTE ANNI NAGELBERG JG. 1916 FLUCHT USA | Damperhofstraße 21 ·                                                             | Anni Nagelberg (1916-)                                                 |
|              | HIER WOHNTE DORA NAGELBERG JG. 1925 FLUCHT 1939 BELGIEN INTERNIERT MALINES DEPORTIERT 1942 AUSCHWITZ ERMORDET 8.9.1942                                               | Küterstraße 1–3 ·                                                                | Dora Nagelberg (1925–1942)                                             |
|              | HIER WOHNTE ESTHER NAGELBERG JG. 1921 FLUCHT 1939 BELGIEN INTERNIERT MALINES DEPORTIERT 1942 AUSCHWITZ ERMORDET 8.9.1942                                             | Küterstraße 1–3 ·                                                                | Esther Nagelberg (1921–1942)                                           |
|              | HIER WOHNTE LEO NAGELBERG JG. 1913 FLUCHT USA | Damperhofstraße 21 ·                                                             | Leo Nagelberg (1913-)                                                  |
|              | HIER WOHNTE OSKAR NIELSEN JG. 1884 VERHAFTET 3.3.1938 TOT 5.3.1938 POLIZEIGEFÄNGNIS KIEL                                                                             | Westring 202 (vorm. Hohenstaufenring 35l)                                        | Oskar Nielsen (1884–1938)                                              |
|              | HIER WOHNTE HANNA OFFEN JG. 1924 DEPORTIERT 11.9.1942 ERMORDET IN AUSCHWITZ                                                                                          | Adelheidstraße 26 (vorm. 19)                                                     | Hanna Offen (1913–1942/45)                                             |
|              | HIER WOHNTE NAFTALI OFFEN JG. 1896 DEPORTIERT 11.9.1942 ERMORDET IN AUSCHWITZ                                                                                        | Adelheidstraße 26 (vorm. 19)                                                     | Naftali Offen (1896–1942/45)                                           |
|              | HIER WOHNTE TAUBE OFFEN GEB. APPELBERG JG. 1895 DEPORTIERT 11.9.1942 ERMORDET IN AUSCHWITZ                                                                           | Adelheidstraße 26 (vorm. 19)                                                     | Taube Offen, geborene Appelberg (1895–1942/45)                         |
|              | HIER WOHNTE SOPHIE OSTWALD JG. 1881 DEPORTIERT 1941 ERMORDET IN ŁODZ                                                                                                 | Dänische Straße 30 ·                                                             | Sophie Ostwald (1882–1942/45)                                          |
|              | HIER WOHNTE TONI OSTWALD JG. 1874 DEPORTIERT 1941 ERMORDET IN ŁODZ                                                                                                   | Dänische Straße 30 ·                                                             | Toni Ostwald (1874–1942/45)                                            |
|              | HIER WOHNTE HUDES NADES PETERSEIL GEB. BIEDERMANN JG. 1886 DEPORTIERT 1942 ERMORDET IN AUSCHWITZ                                                                     | Schaßstraße 4 ·                                                                  | Hudes Nades Peterseil, geborene Biedermann (1886–1942/45)              |
|              | HIER WOHNTE SHIMON PETERSEIL JG. 1883 DEPORTIERT 1942 ERMORDET IN AUSCHWITZ                                                                                          | Schaßstraße 4 ·                                                                  | Shimon Peterseil (1883–1942/45)                                        |
|              | HIER WOHNTE ANNELIESE PIETSCH GEB. BEYER JG. 1905 DEPORTIERT 1942 AUSCHWITZ ERMORDET                                                                                 | Holtenauer Straße 32 ·                                                           | Anneliese Pietsch, geborene Beyer (1886–1942/45)                       |
|              | HIER WOHNTE EMIL PIETSCH JG. 1866 DEPORTIERT 1942 THERESIENSTADT ERMORDET 14.2.1943                                                                                  | Holtenauer Straße 32 ·                                                           | Emil Pietsch (1886–1943)                                               |
|              | HIER WOHNTE ROSELIESE PIETSCH JG. 1937 DEPORTIERT 1942 AUSCHWITZ ERMORDET                                                                                            | Holtenauer Straße 32 ·                                                           | Roseliese Pietsch (1937–1942/45)                                       |
|              | HIER WOHNTE WALTER RAABE JG. 1882 VERHAFTET 1938 SACHSENHAUSEN ERMORDET 24.4.1941                                                                                    | Griesingerstraße 4 ·                                                             | Walter Eugen Heinrich Raabe (1882–1941)                                |
|              | HIER WOHNTE HEINRICH RASCH JG. 1893 VERHAFTET 1938 SACHSENHAUSEN ERMORDET 13.2.1942                                                                                  | Stormarnstraße 21 ·                                                              | Heinrich Rasch (1893–1942)                                             |
|              | HIER WOHNTE PAULA REISS GEB. NAGELBERG JG. 1919 'POLENAKTION' 1938 ERMORDET IM BESETZTEN POLEN                                                                       | Damperhofstraße 21 ·                                                             | Paula Reiss, geborene Nagelberg (1919–1939/45)                         |
|              | HIER WOHNTE KARL-FRIEDRICH RICHTER JG. 1887 VERHAFTET 1938 SACHSENHAUSEN ERMORDET 26.1.1940                                                                          | Langenbeckstraße 17 ·                                                            | Karl-Friedrich Richter (1887–1940)                                     |
|              | HIER WOHNTE EMANUEL ROSENSTEIN JG. 1869 DEPORTIERT 1942 THERESIENSTADT ERMORDET 24.12.1942                                                                           | Hamburger Chaussee 199 ·                                                         | Emanuel Rosenstein (1869–1942)                                         |
|              | HIER WOHNTE ERNA TANA RUMPF GEB. HERTZ JG. 1880 VOR DEPORTATION FLUCHT IN DEN TOD 18.7.1942                                                                          | Hummelwiese 1–3                                                                  | Erna Rumpf, geborene Hertz (1880–1942)                                 |
|              | HIER WOHNTE BERTHOLD SALOMON JG. 1935 'POLENAKTION' 1938 NUR BIS FRANKFURT O. DEPORTIERT 1942 ERMORDET IN AUSCHWITZ                                                  | Kleiner Kuhberg 31/33                                                            | Berthold Salomon (1935–1942/45)                                        |
|              | HIER WOHNTE MAX SALOMON JG. 1925 KINDERTRANSPORT 1938 ENGLAND | Kleiner Kuhberg 31/33                                                            | Max Salomon (1925-)                                                    |
|              | HIER WOHNTE OSIAS SALOMON JG. 1898 'POLENAKTION' 1938 NUR BIS FRANKFURT O. 'SCHUTZHAFT' 1939 GEFÄNGNIS KIEL 1940 SACHSENHAUSEN ERMORDET 27.4.1940                    | Kleiner Kuhberg 31/33                                                            | Osias Salomon (1898–1940)                                              |
|              | HIER ARBEITETE ROLF SALOMON-SALBERG SCHAUSPIELER JG. 1884 'SCHUTZHAFT' 1938 SACHSENHAUSEN ENTLASSEN 6.12.1938 FLUCHT IN DEN TOD 16.12.1938                           | Holtenauer Straße 103 ·                                                          | Rolf Salomon-Salberg (1884–1938)                                       |
|              | HIER WOHNTE RYFKA REGINA SALOMON GEB. MÜNZ JG. 1899 'POLENAKTION' 1938 NUR BIS FRANKFURT O. DEPORTIERT 1942 ERMORDET IN AUSCHWITZ                                    | Kleiner Kuhberg 31/33                                                            | Ryfka Regina Salomon, geborene Münz (1899–1942/45)                     |
|              | HIER WOHNTE AMALIE SANDBANK GEB. BOMBACH JG. 1900 'UMGESIEDELT' 1939 ZWANGSARBEIT 1939 DEPORTIERT 1942 AUSCHWITZ ERMORDET                                            | Ringstraße 36 ·                                                                  | Amalie Sandbank, geborene Bombach (1900–1942)                          |
|              | HIER WOHNTE BETTY SANDBANK JG. 1933 'UMGESIEDELT' 1939 LEIPZIG DEPORTIERT 1942 AUSCHWITZ ERMORDET                                                                    | Ringstraße 36 ·                                                                  | Betty Sandbank (1933–1942)                                             |
|              | HIER WOHNTE FANNY SANDBANK JG. 1930 'UMGESIEDELT' 1939 LEIPZIG DEPORTIERT 1942 AUSCHWITZ ERMORDET                                                                    | Ringstraße 36 ·                                                                  | Fanny Sandbank (1930–1942)                                             |
|              | HIER WOHNTE FRIEDA SANDBANK JG. 1926 'UMGESIEDELT' 1939 ZWANGSARBEIT 1939 DEPORTIERT 1942 AUSCHWITZ ERMORDET                                                         | Ringstraße 36 ·                                                                  | Frieda Sandbank (1926–1942)                                            |
|              | HIER WOHNTE HERMANN SANDBANK JG. 1928 'UMGESIEDELT' 1939 LEIPZIG DEPORTIERT 1942 AUSCHWITZ ERMORDET                                                                  | Ringstraße 36 ·                                                                  | Hermann Sandbank (1928–1942)                                           |
|              | HIER WOHNTE WOLF SANDBANK JG. 1926 VERHAFTET 1940 SACHSENHAUSEN DEPORTIERT 1942 AUSCHWITZ ERMORDET 11.1.1943                                                         | Ringstraße 36 ·                                                                  | Wolf Sandbank (1893–1942)                                              |
|              | HIER WOHNTE ADOLF SCHLUMPER JG. 1920 AUSGEWIESEN 29.7.1939 NACH POLEN GHETTO WARSCHAU ERMORDET                                                                       | Annenstraße 61 ·                                                                 | Adolf Schlumper (1920–1939/45)                                         |
|              | HIER WOHNTE JOSEF SCHLUMPER JG. 1921 AUSGEWIESEN 29.7.1939 NACH POLEN GHETTO WARSCHAU ERMORDET 3.1.1942                                                              | Annenstraße 61 ·                                                                 | Josef Schlumper (1921–1942)                                            |
|              | HIER WOHNTE KARL SCHLUMPER JG. 1885 AUSGEWIESEN 29.7.1939 NACH POLEN GHETTO JADOW ERMORDET 15.12.1941                                                                | Annenstraße 61 ·                                                                 | Karl Schlumper (1885–1941)                                             |
|              | HIER WOHNTE ROSA SCHLUMPER GEB. RUJ JG. 1892 AUSGEWIESEN 29.7.1939 NACH POLEN ERMORDET                                                                               | Annenstraße 61 ·                                                                 | Rosa Schlumper, geborene Ruj (1892–1939/45)                            |
|              | HIER WOHNTE SAMUEL SCHLUMPER JG. 1923 AUSGEWIESEN 26.3.1938 NACH POLEN ERMORDET                                                                                      | Annenstraße 61 ·                                                                 | Samuel Schlumper (1923–1939/45)                                        |
|              | HIER WOHNTE FRIEDRICH SCHMIDT JG. 1899 VERHAFTET 1939 SACHSENHAUSEN ERMORDET 29.3.1940                                                                               | Norddeutsche Straße 18 ·                                                         | Friedrich Schmidt (1899–1940)                                          |
|              | HIER WOHNTE ELSE SCHNELL JG. 1896 DEPORTIERT 1942 RIGA ERMORDET | Wilhelminenstraße 27 ·                                                           | Else Schnell (1896–1941/45)                                            |
|              | HIER WOHNTE HERTA SCHNELL JG. 1891 DEPORTIERT 1942 RIGA ERMORDET | Wilhelminenstraße 27 ·                                                           | Herta Schnell (1891–1941/45)                                           |
|              | HIER WOHNTE MORITZ SCHNELL JG. 1863 DEPORTIERT 1942 RIGA ERMORDET | Wilhelminenstraße 27 ·                                                           | Moritz Schnell (1863–1941/45)                                          |
|              | HIER WOHNTE PAUL SCHULZ JG. 1885 VERHAFTET SACHSENHAUSEN KZ FLOSSENBÜRG ÜBERWIESEN 'HEILANSTALT' BERNBURG/SAALE ERMORDET 12.5.1942                                   | Dorotheenstraße 4 ·                                                              | Paul Schulz (1885–1942)                                                |
|              | HIER WOHNTE DR. FRIEDRICH SCHUMM JG. 1901 ERMORDET 1.4.1933 IM POLIZEIGEFÄNGNIS                                                                                      | Holtenauer Straße 59a ·                                                          | Dr. Friedrich Schumm (1901–1933)                                       |
|              | HIER WOHNTE GEORG SCHUMM JG. 1873 DEPORTIERT 1942 THERESIENSTADT TOT 1.10.1942                                                                                       | Holtenauer Straße 59a ·                                                          | Georg Schumm (1873–1942)                                               |
|              | HIER WOHNTE HEDWIG SCHUMM GEB. MOLL JG. 1877 DEPORTIERT 1942 THERESIENSTADT TOT 24.2.1943                                                                            | Holtenauer Straße 59a ·                                                          | Hedwig Martha Schumm, geborene Moll (1877–1943)                        |
|              | HIER WOHNTE KARL SIMON JG. 1892 VERHAFTET HINGERICHTET 22.11.1943 ZUCHTHAUS BRANDENBURG 'WEHRKRAFTZERSETZUNG'                                                        | Schulstraße 22 ·                                                                 | Karl Simon (1892–1943)                                                 |
|              | HIER WOHNTE WILHELM SPIEGEL JG. 1876 STADTVERORDNETER SPD VON SA/SS ERMORDET 12.3.1933                                                                               | Forstweg 42 ·                                                                    | Wilhelm Spiegel (1876–1933)                                            |
|              | HIER WOHNTE DR. CARL MARTIN STEILBERGER JG. 1893 FLUCHT DÄNEMARK ERTRUNKEN 10.10.1943                                                                                | Holtenauer Straße 13 ·                                                           | Dr. Carl Martin Steilberger (1893–1943)                                |
|              | HIER WOHNTE MARIE C. E. STEILBERGER GEB. ZUCHHOLDT JG. 1894 FLUCHT DÄNEMARK ERTRUNKEN 10.10.1943                                                                     | Holtenauer Straße 13 ·                                                           | Marie Charlotte Eveline Steilberger, geborene Zuchholdt (1894–1943)    |
|              | HIER WOHNTE DR. KLARA STIER-SOMLO JG. 1899 BERUFSVERBOT 1933 FLUCHT 1934 PRAG ZWANGSARBEIT LAGER UJAZDOW ERMORDET IN SOBIBOR                                         | Bartelsallee 4 ·                                                                 | Klara Stier-Somlo, auch Clara (1899–1942/43)                           |
|              | HIER WOHNTE HEINRICH THEEDE JG. 1887 VERHAFTET 'WEHRKRAFTZERSETZUNG' HINGERICHTET 15.5.1944 ZUCHTHAUS BRANDENBURG                                                    | Gerhardstraße 64 (vorm. 62e)                                                     | Heinrich Theede (1887–1944)                                            |
|              | HIER WOHNTE ARTHUR TRIEGER JG. 1906 FLUCHT 1939 BELGIEN DEPORTIERT 1944 ERMORDET 1944 IN AUSCHWITZ                                                                   | Waisenhofstraße 1b · (vorm. 1) ·                                                 | Arthur Trieger (1906–1944)                                             |
|              | HIER WOHNTE RUBIN TRIEGER JG. 1867 FLUCHT 1939 BELGIEN DEPORTIERT 1942 COSEL / SCHLESIEN ERMORDET                                                                    | Waisenhofstraße 1b · (vorm. 1) ·                                                 | Rubin Trieger (1867–1942)                                              |
|              | HIER WOHNTE SARA TRIEGER GEB. HOJDA JG. 1878 FLUCHT 1939 BELGIEN DEPORTIERT 1942 ERMORDET IN AUSCHWITZ                                                               | Waisenhofstraße 1b · (vorm. 1) ·                                                 | Sara Trieger, geborene Hojda (1878–1942)                               |
|              | HIER WOHNTE WILLY VERDIECK JG. 1883 VERHAFTET 22.8.1944 KZ NEUENGAMME MS CAP ARCONA ERTRUNKEN 3.5.1945                                                               | Langenbeckstraße 45 ·                                                            | Willy Verdieck (1883–1945)                                             |
|              | HIER WOHNTE HELENE VOSS GEB. LIPPMANN JG. 1875 DEPORTIERT 1942 THERESIENSTADT ERMORDET 1.5.1944                                                                      | Jungmannstraße 28 ·                                                              | Helene Voss, geborene Lippmann (1875–1944)                             |
|              | HIER WOHNTE DOROTHEA WALLACH GEB. TICHAUER JG. 1887 DEPORTIERT 1941 RIGA 1944 STUTTHOF ERMORDET                                                                      | Exerzierplatz 25 ·                                                               | Dorothea Wallach, geborene Tichauer (1887–1944/45)                     |
|              | HIER WOHNTE HUGO WALLACH JG. 1886 VERHAFTET 1938 'SCHUTZHAFT' SACHSENHAUSEN DEPORTIERT 1941 RIGA 1944 STUTTHOF ERMORDET                                              | Exerzierplatz 25 ·                                                               | Hugo Wallach (1886–1944/45)                                            |
|              | HIER WOHNTE URSULA WALLACH JG. 1921 DEPORTIERT 1941 RIGA 1944 STUTTHOF TRANSPORT ÜBER OSTSEE TOT AN DEN FOLGEN 3.5.1945 NEUSTADT/HOLSTEIN                            | Exerzierplatz 25 ·                                                               | Ursula Wallach (1921–1945)                                             |
|              | HIER WOHNTE ALTER WEBER JG. 1865 MEHRMALS 'SCHUTZHAFT' ZULETZT 1941 POLIZEIGEFÄNGNIS KIEL DEPORTIERT 1941 RIGA ERMORDET 30.4.1942                                    | Kleiner Kuhberg 12 (gegenüberliegende Straßenseite, ehemals Nr. 25, Feuergang 2) | Alter Weber (1865–1942)                                                |
|              | HIER WOHNTE MIREL WEBER GEB. LAKRITZ JG. 1874 ZWANGSUMSIEDLUNG 1939 LEIPZIG DEPORTIERT 1942 THERESIENSTADT 1943 AUSCHWITZ ERMORDET                                   | Kleiner Kuhberg 12 (gegenüberliegende Straßenseite, ehemals Nr. 25, Feuergang 2) | Mirel Weber (1874–1943/45)                                             |
|              | HIER WOHNTE SCHOJE OSKAR WEBER JG. 1908 'SCHUTZHAFT' 1939 POLIZEIGEFÄNGNIS KIEL DEPORTIERT 1941 RIGA ERMORDET 30.4.1942                                              | Kleiner Kuhberg 12 (gegenüberliegende Straßenseite, ehemals Nr. 25, Feuergang 2) | Schoje Oskar Weber (1908–1942)                                         |
|              | HIER WOHNTE SIMCHA WEBER-LAKRITZ JG. 1907 FLUCHT 1939 BELGIEN 1940 FRANKREICH INTERNIERT DRANCY DEPORTIERT 1943 ERMORDET IN MAJDANEK                                 | Kleiner Kuhberg 12 (gegenüberliegende Straßenseite, ehemals Nr. 25, Feuergang 2) | Simcha Weber-Lakritz (1907–1943/45)                                    |
|              | HIER WOHNTE HEINRICH WEGENER JG. 1881 VERHAFTET 1936 KZ DACHAU ERMORDET 1.1.1943                                                                                     | Augustenstraße 66 · (vorm. Kaiserstraße 22) ·                                    | Heinrich Wegener (1881–1943)                                           |
|              | HIER WOHNTE ARNOLD WEIDMANN JG. 1929 ZWANGSUMSIEDLUNG 1939 LEIPZIG DEPORTIERT 1942 BELZYCE ERMORDET IN SOBIBOR                                                       | Kleiner Kuhberg 12 (gegenüberliegende Straßenseite, ehemals Nr. 25, Feuergang 2) | Arnold Weidmann (1929–1942/45)                                         |
|              | HIER WOHNTE DAVID WEIDMANN JG. 1897 VERHAFTET 1939 SACHSENHAUSEN ERMORDET 22.3.1941                                                                                  | Kleiner Kuhberg 12 (gegenüberliegende Straßenseite, ehemals Nr. 25, Feuergang 2) | David Weidmann (1897–1941)                                             |
|              | HIER WOHNTE ERNA RECHA WEIDMANN GEB. WEBER-LAKRITZ JG. 1901 1939 ZWANGSUMSIEDLUNG LEIPZIG ZWANGSARBEIT DEPORTIERT 1942 BELZYCE / SOBIBOR ERMORDET                    | Kleiner Kuhberg 12 (gegenüberliegende Straßenseite, ehemals Nr. 25, Feuergang 2) | Erna Recha Weidmann, geborene Weber-Lakritz (1901–1942/45)             |
|              | HIER WOHNTE LEO WEIDMANN JG. 1927 1939 ZWANGSUMSIEDLUNG LEIPZIG ZWANGSARBEIT DEPORTIERT 1942 BELZYCE ERMORDET IN SOBIBOR                                             | Kleiner Kuhberg 12 (gegenüberliegende Straßenseite, ehemals Nr. 25, Feuergang 2) | Leo Weidmann (1929–1942/45)                                            |
|              | HIER WOHNTE ROSA WEIDMANN JG. 1925 FLUCHT 1939 PALÄSTINA MS 'PATRIA' 25.11.1940 VOR HAIFA ERTRUNKEN                                                                  | Kleiner Kuhberg 12 (gegenüberliegende Straßenseite, ehemals Nr. 25, Feuergang 2) | Rosa Weidmann (1925–1940)                                              |
|              | HIER WOHNTE RUTH WEIDMANN JG. 1932 ZWANGSUMSIEDLUNG 1939 LEIPZIG DEPORTIERT 1942 BELZYCE ERMORDET IN SOBIBOR                                                         | Kleiner Kuhberg 12 (gegenüberliegende Straßenseite, ehemals Nr. 25, Feuergang 2) | Ruth Weidmann (1932–1942)                                              |
|              | HIER WOHNTE GOLDA WEITZ GEB. STEMPEL JG. 1869 ZWANGSUMSIEDLUNG 1939 LEIPZIG ZWANGSARBEIT DEPORTIERT 1942 THERESIENSTADT ERMORDET 26.11.1942                          | Kleiner Kuhberg 28 (gegenüberliegende Straßenseite)                              | Golda Weitz, geborene Stempel (1869–1942)                              |
|              | HIER WOHNTE JAKOB WEITZ JG. 1903 VERHAFTET 1935 POLIZEIGEFÄNGNIS KIEL AUSGEWIESEN 1936 KRAKAU-PODGOR DEPORTIERT 1942 SCHICKSAL UNBEKANNT                             | Kleiner Kuhberg 28 (gegenüberliegende Straßenseite)                              | Jakob Weitz (1903–1942)                                                |
|              | JOSEF WEITZ JG. 1915 FLUCHT 1939 PALÄSTINA | Kleiner Kuhberg 29                                                               | Josef Weitz (1915-)                                                    |
|              | HIER WOHNTE LEO WEITZ JG. 1904 FLUCHT 1939 DÄNEMARK VERHAFTET 1940 DEPORTIERT 1942 AUSCHWITZ ERMORDET 29.11.1942                                                     | Kleiner Kuhberg 28 (gegenüberliegende Straßenseite)                              | Leo Weitz (1904–1942)                                                  |
|              | HIER WOHNTE MALKA WEITZ GEB. SPIELMANN JG. 1890 'POLENAKTION' 1938 NUR BIS FRANKFURT O. ZWANGSUMZUG LEIPZIG DEPORTIERT 1943 BELZEC ERMORDET                          | Kleiner Kuhberg 29                                                               | Malka Weitz, geborene Spielmann (1890–1943/45)                         |
|              | MAX WEITZ JG. 1921 FLUCHT SHANGHAI | Kleiner Kuhberg 29                                                               | Max Weitz (1921-)                                                      |
|              | HIER WOHNTE MINNA WEITZ JG. 1910 ZWANGSUMSIEDLUNG 1939 LEIPZIG ZWANGSARBEIT 'VERLEGT' 1942 SCHLOSS HARTHEIM ERMORDET 12.9.1940                                       | Kleiner Kuhberg 28 (gegenüberliegende Straßenseite)                              | Minna Weitz (1910–1942)                                                |
|              | HIER WOHNTE RUBIN WEITZ JG. 1886 'POLENAKTION' 1938 NUR BIS FRANKFURT O. 'SCHUTZHAFT' 1939 GEFÄNGNIS KIEL DEPORTIERT 1943 BELZEC ERMORDET                            | Kleiner Kuhberg 29                                                               | Rubin Weitz (1886–1943/45)                                             |
|              | HIER WOHNTE CHARLOTTE WIESNER JG. 1921 FLUCHT 1939 PALÄSTINA SCHIFF VERSENKT VOR HAIFA TOT 25.11.1940                                                                | Lerchenstraße 18 ·                                                               | Charlotte Wiesner (1921–1940)                                          |
|              | HIER WOHNTE CIREL WIESNER GEB. HELLER JG. 1896 'UMGESIEDELT' 1939 LEIPZIG ZWANGSARBEIT DEPORTIERT 1942 RIGA ERMORDET 1942                                            | Lerchenstraße 18 ·                                                               | Cirel Wiesner, geborene Heller (1896–1942)                             |
|              | HIER WOHNTE JOSEF HERSCH WIESNER JG. 1894 FLUCHT 1939 BELGIEN DEPORTIERT 1942 AUSCHWITZ NEUENGAMME ERMORDET 11.5.1945                                                | Lerchenstraße 18 ·                                                               | Josef Hersch Wiesner (1894–1945)                                       |
|              | HIER WOHNTE SELMA WIESNER JG. 1937 'UMGESIEDELT' 1939 LEIPZIG DEPORTIERT 1942 RIGA ERMORDET 1942                                                                     | Lerchenstraße 18 ·                                                               | Selma Ruth Wiesner (1937–1942)                                         |
|              | HIER WOHNTE WILHELM WILKE JG. 1897 VERHAFTET SACHSENHAUSEN ERMORDET 30.1.1940                                                                                        | Kaiserstraße 92 ·                                                                | Wilhelm Wilke (1897–1940)                                              |
|              | HIER WOHNTE ARNOLD WILKENFELD JG. 1933 AUSGEWIESEN 10.7.1939 ERMORDET IM BESETZTEN POLEN                                                                             | Sternstraße 16 ·                                                                 | Arnold Wilkenfeld (1933–1939/45)                                       |
|              | HIER WOHNTE BERTHA WILKENFELD GEB. FRAENKEL JG. 1894 AUSGEWIESEN 10.7.1939 ERMORDET IM BESETZTEN POLEN                                                               | Sternstraße 16 ·                                                                 | Bertha Wilkenfeld, geborene Fraenkel (1894–1939/45)                    |
|              | HIER WOHNTE KALMAN WILKENFELD JG. 1893 'SCHUTZHAFT' 1939 POLIZEIGEFÄNGNIS KIEL AUSGEWIESEN 10.7.1939 ERMORDET 30.7.1942 IM BESETZTEN POLEN                           | Sternstraße 16 ·                                                                 | Kalman Wilkenfeld (1893–1942)                                          |
|              | HIER WOHNTE ABRAHAM WINZELBERG JG. 1921 FLUCHT 1939 HOLLAND DEPORTIERT 1944 AUSCHWITZ ERMORDET 31.3.1944                                                             | Herzog-Friedrich-Straße 72 ·                                                     | Abraham Bernhard Winzelberg (1921–1944)                                |
|              | HIER WOHNTE CHANA WINZELBERG GEB. OTTER JG. 1893 1939 ZWANGSUMSIEDLUNG LEIPZIG ZWANGSARBEIT DEPORTIERT 1942 RIGA ERMORDET 1943 RIGA / KAISERWALD                     | Kleiner Kuhberg 12 (gegenüberliegende Straßenseite, ehemals Nr. 25, Feuergang 2) | Chana Winzelberg, geborene Otter (1893–1943)                           |
|              | HIER WOHNTE FRIEDA WINZELBERG JG. 1932 [sic!] ZWANGSUMSIEDLUNG 1939 LEIPZIG DEPORTIERT 1942 RIGA ERMORDET 1942 RIGA / KAISERWALD                                     | Kleiner Kuhberg 12 (gegenüberliegende Straßenseite, ehemals Nr. 25, Feuergang 2) | Frieda Winzelberg (1933–1942)                                          |
|              | HIER WOHNTE JEHUDA WINZELBERG JG. 1888 FLUCHT 1939 HOLLAND VERHAFTET 1941 INTERNIERT GURS DRANCY DEPORTIERT 1942 AUSCHWITZ ERMORDET                                  | Herzog-Friedrich-Straße 72 ·                                                     | Jehuda Zivi Hersch Winzelberg (1888–1942/45)                           |
|              | HIER WOHNTE JOSEF WINZELBERG JG. 1925 1939 KINDERTRANSPORT ENGLAND                                                                                                   | Kleiner Kuhberg 12 (gegenüberliegende Straßenseite, ehemals Nr. 25, Feuergang 2) | Josef Winzelberg (1925–2006)                                           |
|              | HIER WOHNTE MILA WINZELBERG JG. 1927 'UMGESIEDELT' 1939 LEIPZIG DEPORTIERT 1942 AUSCHWITZ ERMORDET                                                                   | Herzog-Friedrich-Straße 72 ·                                                     | Mila Sara Winzelberg (1927–1942/45)                                    |
|              | HIER WOHNTE ROSA WINZELBERG JG. 1927 1939 ZWANGSUMSIEDLUNG LEIPZIG ZWANGSARBEIT DEPORTIERT 1942 RIGA 1944 STUTTHOF ERMORDET                                          | Kleiner Kuhberg 12 (gegenüberliegende Straßenseite, ehemals Nr. 25, Feuergang 2) | Rosa Winzelberg (1927–1944/45)                                         |
|              | HIER WOHNTE SAMUEL WINZELBERG JG. 1893 'SCHUTZHAFT' 1939 POLIZEIGEFÄNGNIS KIEL AUSGEWIESEN 1939 CHRZANOW ERMORDET IM BESETZTEN POLEN                                 | Kleiner Kuhberg 12 (gegenüberliegende Straßenseite, ehemals Nr. 25, Feuergang 2) | Samuel Winzelberg (1893–1939/45)                                       |
|              | HIER WOHNTE SARA ROSA WINZELBERG GEB. MANDELBERGER JG. 1886 FLUCHT 1939 BELGIEN / FRANKREICH VERHAFTET 1940 INTERNIERT 1942 DRANCY 1942 AUSCHWITZ ERMORDET 31.8.1942 | Klopstockstraße 1 ·                                                              | Sara Rosa Winzelberg geborene Mandelberger (1886–1942)                 |
|              | HIER WOHNTE SIMON WINZELBERG JG. 1883 FLUCHT 1939 BELGIEN / FRANKREICH VERHAFTET 1940 INTERNIERT 1942 DRANCY DEPORTIERT 1942 ERMORDET IN AUSCHWITZ                   | Klopstockstraße 1 ·                                                              | Simon Winzelberg (1883–1942/45)                                        |
|              | HIER WOHNTE SARA WINZELBERG GEB. MÜNZ JG. 1893 'UMGESIEDELT' 1939 ZWANGSARBEIT LEIPZIG DEPORTIERT 1942 AUSCHWITZ ERMORDET                                            | Herzog-Friedrich-Straße 72 ·                                                     | Sara Winzelberg, geborene Münz (1893–1942/45)                          |
|              | HIER WOHNTE GERTRUD WRONKER JG. 1901 DEPORTIERT 1942 THERESIENSTADT 1943 AUSCHWITZ ERMORDET                                                                          | Holtenauer Straße 37                                                             | Gertrud Wronker (1901–1943/45)                                         |
|              | HIER WOHNTE MAX WYSOCKI JG. 1908 BERUFSVERBOT 1933 GEDEMÜTIGT / ENTRECHTET FLUCHT IN DEN TOD 1.12.1939                                                               | Gutenbergstrasse 66 ·                                                            | Max Wysocki (1908–1939)                                                |